# امیر وینتراب
 امیر وینتراب (انگلیسی: Amir Weintraub؛ زادهٔ ۱۶ سپتامبر ۱۹۸۶) یک تنیس‌باز اهل اسرائیل است.در سال ۲۰۱۲ میلادی،وی در رتبه ۱۶۱ جهان قرار گرفت که بهترین رکورد او بوده است.